# RAF Martlesham Heath
L'aérodrome de Martlesham Heath est un ancien aérodrome de la Royal Air Force situé dans le Suffolk, à 2,5 km au sud-ouest de Woodbridge.

## Berceau de l'A&AEE
Utilisé durant la Première Guerre mondiale par le Royal Flying Corps, le terrain de Martlesham Heath fut dès 1917 associé aux essais de nouveaux avions et vit en 1924 la création de l'A&AEE. C'est à Martlesham Heath que furent testés la quasi-totalité des avions et équipements associés utilisés par la Royal Air Force durant la Seconde Guerre mondiale.

## Une base du Fighter Command...
L'A&AEE fut transféré à Boscombe Down en 1939, laissant la place au 11e groupe de chasse de la Royal Air Force. Bristol Blenheim, Hawker Hurricane, Supermarine Spitfires et Hawker Typhoons séjournèrent sur ce terrain qui servit aussi de base à quelques pilotes célèbres: Robert Stanford Tuck, Douglas Bader, alors Squadron Leader du No 242 Squadron ou Ian Smith, futur premier ministre de Rhodésie. 

## ... et de l'USAF
En 1943 l'USAF choisit cet aérodrome pour y stationner une partie des unités de chasse de la 8th Air Force. Devenu Station 369, Martlesham Heath vit donc arriver le 5 octobre 1943 le 356th Fighter Group (67th Fighter Wing), constitué des unités suivantes : 
- 359th Fighter Squadron (code: OC)
- 360th Fighter Squadron (code: PI)
- 361st Fighter Squadron (code: QI)

Équipé successivement de Republic P-47 Thunderbolt puis North American P-51 Mustang à partir de novembre 1944, le 356th Fighter Group participa aux opérations de préparation à l'Opération Overlord, puis au Débarquement de Normandie. Dès octobre 1943 il assura en particulier l'escorte de bombardiers B-17 Flying Fortress et B-24 Liberator au-dessus de l'Europe. À partir du 3 janvier 1944 ces missions furent remplacées par des opérations tactiques de neutralisation, le groupe se distinguant tout particulièrement dans la région d'Arnhem entre les 17 et 23 September 1944. La dernière mission du 356th Fighter Group fut réalisée le 7 mai 1945.

## Repris par la RAF
Après le départ de l'USAAF la RAF reprit possession du terrain mais la proximité d'Ipswich et les difficultés d'allongement de la piste limitèrent l'utilisation du terrain, qui accueillit en 1946 la Bomb Ballistics and Blind Landing Unit, rebaptisés Armament and Instrument Experimental Unit (A&IEU) en 1950. Cette unité fut dissoute en 1957.
Parmi les autres unités stationnées à Martlesham Heath on note une section de Police de l'Air entre 1951 et 1953 et une unité de sauvetage en mer équipée d'hélicoptères. En 1958 le No. 11 Group Communications flight, une unité de réserve de la RAF dissoute en 1960, ainsi que le Battle of Britain Memorial Flight s'installèrent sur l'aérodrome. Ce dernier quitta Martlesham Heath en 1961 et l'aérodrome, mis en sommeil, fut finalement fermé le 25 avril 1963.

## Aujourd'hui
Le site de l'aérodrome est devenu une banlieue d'Ipswich et les quatre hangards datant de l'entre-deux-guerres sont utilisés par différentes entreprises industrielles, mais on trouve toujours sur l'ancienne place d'armes de la RAF un monument à la mémoire des équipages du 356th Fighter Group tués durant la Seconde Guerre mondiale et l'ancienne tour de contrôle abrite un musée. 